# 张世卿壁画墓
张世卿壁画墓是一座位于中国河北省张家口市宣化区下八里的辽代墓葬，1982年7月23日入选河北省文物保护单位。1996年，张世卿墓所在的下八里墓群被列入第四批全国重点文物保护单位。
墳墓早已被盜，但四面與頂部壁畫保存完整，壁畫面積達86平方公尺。1974年冬，文物部門進行清理，出土許多陶瓷器皿、木俑、志石。